# Mardore
Mardore – miejscowość i gmina we Francji, w regionie Owernia-Rodan-Alpy, w departamencie Rodan.
Według danych na rok 1990 gminę zamieszkiwało 447 osób, a gęstość zaludnienia wynosiła 33 os./km² (wśród 2880 gmin regionu Rodan-Alpy Mardore plasuje się na 1192. miejscu pod względem liczby ludności, natomiast pod względem powierzchni na miejscu 872.).